# Ulko-Kero
Ulko-Kero är en klippa i Finland. Den ligger i Karleby i landskapet Mellersta Österbotten, i den centrala delen av landet, 400 km norr om huvudstaden Helsingfors.
Terrängen runt Ulko-Kero är mycket platt. Havet är nära Ulko-Kero åt nordväst. Närmaste större samhälle är Lochteå, 6,7 km söder om Ulko-Kero. 